# Monténégro aux Jeux olympiques d'hiver de 2022
Le Monténégro participe aux Jeux olympiques d'hiver de 2022 à Pékin en Chine du 9 au 20 février 2022. Il s'agit de sa septième participation à des Jeux d'hiver.
La délégation officielle compte deux hommes et une femme ; les porte-drapeau sont les deux skieurs alpins Eldar Salihović et Jelena Vujicic.

## Athlètes engagés
| Sport       | Hommes | Femmes | Total |
| ----------- | ------ | ------ | ----- |
| Ski alpin   | 1      | 1      | 2     |
| Ski de fond | 1      | 0      | 1     |
| Total       | 2      | 1      | 3     |

## Résultats

### Ski alpin
Le comité parvient à décrocher deux quotas au terme de la saison 2021-2022. Les deux skieurs, Eldar Salihović et Jelena Vujicic, ont déjà participé aux Jeux de PyeongChang en 2018 et participeront aux deux épreuves de slalom. L’équipe s'est préparée sur le glacier autrichien Hintertux pour ensuite concourir en Italie pour engranger des points de classement.
| Athlète         | Épreuve      | 1re manche    | 1re manche | 2e manche     | 2e manche | Total         | Total |
| Athlète         | Épreuve      | Temps         | Rang       | Temps         | Rang      | Temps         | Rang  |
| --------------- | ------------ | ------------- | ---------- | ------------- | --------- | ------------- | ----- |
| Eldar Salihović | Slalom       | 1 min 9 s 61  | 50e        | 1 min 2 s 21  | 39e       | 2 min 11 s 82 | 42e   |
| Eldar Salihović | Slalom géant | 1 min 18 s 84 | 47e        | 1 min 22 s 70 | 42e       | 2 min 41 s 54 | 41e   |

| Athlète        | Épreuve      | 1re manche | 1re manche | 2e manche | 2e manche | Finale   | Finale   |
| Athlète        | Épreuve      | Temps      | Rang       | Temps     | Rang      | Temps    | Rang     |
| -------------- | ------------ | ---------- | ---------- | --------- | --------- | -------- | -------- |
| Jelena Vujicic | Slalom       | Abandon    | Abandon    | Éliminée  | Éliminée  | Éliminée | Éliminée |
| Jelena Vujicic | Slalom géant | Abandon    | Abandon    | Éliminée  | Éliminée  | Éliminée | Éliminée |

### Ski de fond
Aleksandar Grbović se qualifie pour les jeux ; il s'est préparé et a concouru en Italie, en Slovénie et en Bosnie-Herzégovine.
| Athlète            | Épreuve                | Temps         | Rang |
| ------------------ | ---------------------- | ------------- | ---- |
| Aleksandar Grbovic | 15 km classique hommes | 52 min 44 s 9 | 93e  |

| Athlète            | Épreuve           | Qualification | Qualification | Quart de finale | Quart de finale | Demi-finale | Demi-finale | Finale  | Finale  |
| Athlète            | Épreuve           | Temps         | Rang          | Temps           | Rang            | Temps       | Rang        | Temps   | Rang    |
| ------------------ | ----------------- | ------------- | ------------- | --------------- | --------------- | ----------- | ----------- | ------- | ------- |
| Aleksandar Grbovic | Individuel hommes | 3 min 24 s 12 | 84e           | Éliminé         | Éliminé         | Éliminé     | Éliminé     | Éliminé | Éliminé |